# Fitzbek
Fitzbek er en by og kommune i det nordlige Tyskland, beliggende i Amt Kellinghusen i den nordøstlige del af Kreis Steinburg. Kreis Steinburg ligger i sydvestlige del af delstaten Slesvig-Holsten.

## Geografi
Fitzbek liegt 7 km nordøst for Kellinghusen i Naturpark Aukrug. I kommunen ligger Mühlenteich, og vandløbene Stör, Mühlenbach, Kirchweddelbach, Bullenbach og Wegebek løber gennem området.